# Cá tra dầu
Cá tra dầu (danh pháp khoa học: Pangasianodon gigas) là một loài cá nước ngọt sống trong vùng hạ lưu sông Mê Kông. Với chiều dài cho đến 3 mét và trọng lượng có thể đến 300 kg cá tra dầu có thể xem là loài cá nước ngọt lớn nhất thế giới được biết đến. Cá tra dầu nằm trong Sách đỏ Việt Nam và sách đỏ của IUCN, được xếp vào hạng cực kỳ nguy cấp (nguy cơ tuyệt chủng trong tự nhiên rất cao).
Cá tra dầu có đầu to và dẹp, miệng rộng với hai râu dài ở hàm trên, vây bụng dài đến vây đuôi, vây lưng nhỏ ở phía trước. Lưng cá có màu nâu thẫm, màu ở bụng và vây nhạt hơn. Mặc dù lớn nhưng cá tra dầu chỉ ăn thực vật thủy sinh.
Trong các nước ở hạ lưu sông Mê Kông (Lào, Thái Lan, Campuchia và Việt Nam) cá tra dầu bị săn bắt nhiều nên số lượng trong tự nhiên đang giảm đi một cách đáng kể, vì thế mà tại Lào đã có lệnh cấm săn bắt loài cá này. Campuchia và Thái Lan hiện đã có kế hoạch cho các biện pháp tương tự. Ngoài ra, cá tra dầu được xem là động vật chỉ thị về tình trạng hệ sinh thái và thủy sản của sông Mê Kông nên được Tổ chức Bảo tồn Thiên nhiên thế giới (IUCN) đặc biệt quan tâm đến.
Giới khoa học chỉ biết đến loài cá này từ năm 1930 khi nó được "khám phá" tại một chợ cá ở Phnom Penh (Campuchia) và cho đến nay vẫn chưa có nhiều nghiên cứu về loài cá.

## Hình ảnh

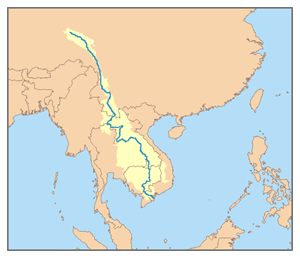
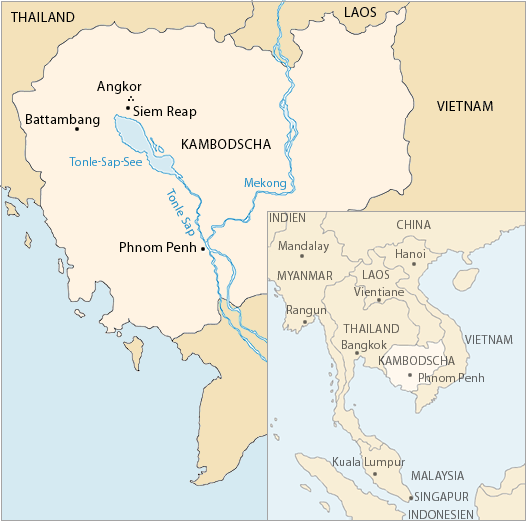